# Röda Korsets kvinnoförening
Röda Korsets kvinnoförening bildades när Svenska Röda Korset år 1906 omorganiserades i tre föreningar under en gemensam överstyrelse. 
De tre föreningarna bestod av Röda korsets förening för frivillig sjukvård i krig, som skulle förbereda fasta eller rörliga sjukvårdsenheter; Röda Korsets kvinnoförening, som skulle samla ihop materielen för detta; och Föreningen Röda korsets sjuksköterskehem, som skulle utbilda sjukvårdspersonal. 
Föreningen var framgångsrik och hade 30 000 medlemmar år 1915. 